# الحروف (تعز)
الحروف هي إحدى قرى الجمهورية اليمنية. وهي تتبع جغرافيًا لمحافظة تعز. وإداريًا لمديرية التعزية. يبلغ تعداد سكانها 2346 نسمة حسب الإحصاء الذي جرى عام 2004.